# جبريل هويوس
جبريل هويوس (بالإسبانية: Gabriel Hoyos)‏ هو لاعب كرة قدم كولومبي، ولد في 3 مارس 1989 في أرمينيا. شارك مع منتخب الولايات المتحدة تحت 20 سنة لكرة القدم. أما مع النوادي، فقد لعب مع نادي فرايبورغ.

## وصلات خارجية
- جبريل هويوس على موقع Soccerway.com (الإنجليزية)